# Ignacy Wyssogota Zakrzewski
Pour les articles homonymes, voir Zakrzewski.
Ignacy Wyssogota Zakrzewski (blason Wyssogota), né en 1745 à Stary Białcz et mort en 1802 à Żelechów, est un homme politique polonais de l'époque des partages de la Pologne et de la fin de l'existence de la république des Deux Nations (1795).
Il a joué un rôle important durant la période de la Grande Diète (1788-1792), ainsi que pendant l'insurrection de Kosciuszko (1794).

## Biographie

### Origines familiales et formation
Issu d'une famille de moyenne noblesse de Grande-Pologne, Ignacy Zakrzewski est le fils d'Isidore, castellan de Santocko, et de son épouse Isabelle, fille de Ladislas Radomicki, voïvode de Poznań.

### Activités de 1776 à 1788
Membre de la confédération d'André Mokronowski en 1776, il est élu député de Wschowa à la Diète.

### La période de la Grande Diète (1788-1792)
Il est élu par la voïvodie de Poznań en 1788, et participe donc à la Grande Diète, qui va siéger jusqu'en 1792, essayant de rétablir la situation de la Pologne, alors que la Russie est aux prises avec une guerre contre la Turquie commencée en 1787. 
C'est un des fondateurs, aux côtés de ses amis Hugo Kołłątaj et Ignacy Potocki de la Société des amis de la constitution, et un des promoteurs de la constitution promulguée le 3 mai 1791, la première constitution polonaise.
En avril 1792, il est élu maire de Varsovie, mais est démis de cette fonction le 18 mai par les membres de la confédération de Targowica, violemment opposés à la constitution, lorsque commence la guerre russo-polonaise, à la suite de l'appel à l'aide qu'ils ont adressé à Catherine II. La défaite polonaise a pour conséquence le deuxième partage de la Pologne (janvier 1793).

### L'insurrection de Kosciuszko et ses suites (1794-1796)
Pendant l'insurrection de Kosciuszko, commencée en mars 1794 en réaction à ce partage, Zakrzewski occupe de nouveau la fonction de maire de Varsovie après le soulèvement de la ville le 17 avril. Il dirige aussi le conseil provisoire du duché de Mazovie, puis, le 10 mai, devient membre du Conseil national suprême, dans lequel il est chef du département de l'Approvisionnement. Pour son rôle dans l'insurrection, il reçoit l'anneau d'or n° 12 de « défenseur de la Patrie » (Ojczyzna Obrońcy Swemu), récompense créée pendant l'insurrection.
Après la défaite (novembre 1794), Zakrzewski est arrêté, puis incarcéré à Saint-Pétersbourg (comme Kosciuszko). La Pologne subit ensuite son troisième partage (octobre 1795), qui la fait disparaître en tant qu'État (le territoire restant après le deuxième étant réparti entre la Russie, la Prusse et l'Autriche).

### Dernières années (1796-1802)
Libéré en 1796, il revient en Pologne et s'installe dans son domaine de Żelechów, localité située à 40 km au sud-est de Varsovie, à l'est de la Vistule, dans la zone de partage attribuée à l'Autriche.
Il y meurt le 15 février 1802 et est inhumé au cimetière de Żelechów, où sa pierre tombale comporte deux erreurs (« 1801 » au lieu de « 1802 » ; titre de « président du Conseil permanent », au lieu de « président du Conseil provisoire de Mazovie »).